# 비안 원씨
비안 원씨(比安袁氏)는 경상북도 의성군 비안면을 본관으로 하는 한국의 성씨이다. 시조는 원뢰보(袁賚輔)이다.

## 참고 자료
- “비옥원씨(比屋袁氏)”. 뿌리를 찾아서.[깨진 링크(과거 내용 찾기)]